# Franz Beck (Maler)
Franz Beck (* 3. Dezember 1893 in Hamburg; † 4. Januar 1983 in Stade) war ein deutscher Maler des Spät-Impressionismus und Grafiker.

## Leben
Nach einer kaufmännischen Ausbildung war er von 1914 bis 1918 Weltkriegsteilnehmer. Ab 1919 war er Schüler von Julius Wohlers, der 1921 seine Schwester Marie Lewine heiratete, an der Kunst- und Gewerbeschule Hamburg. Freundschaften verbanden ihn mit Leopold von Kalckreuth und Emil Nolde. 1920 wurde er Mitglied der Hamburger Künstlerschaft und ab 1922 Mitglied des Hamburger Künstlerverein von 1832, deren Vorsitzender er später war und an dessen letzter nachweislicher Ausstellung er teilnahm. Neben der Landschaftsmalerei widmete er sich figürlichen Kompositionen, Porträts, Akten und Stillleben. Beck war auch als Illustrator mit expressiver Druckgrafik tätig für die Griffelkunst-Vereinigung Hamburg. Außerdem schrieb er Kunstkritiken sowie biographische Abhandlungen über Künstlerkollegen, hielt Vorträge an der Volkshochschule und war als Pianist und Organist tätig. Seine Veröffentlichungen im Jahrbuch des Stader Geschichts- und Heimatverein über Künstler wie seinen Lehrer und Schwager Julius Wohlers (1952 und 1956), den Hamburger Jacob Gensler (1951), Leopold von Kalckreuth (1948) oder Walter Wadephul (1962) sind wesentliche literarische Quellen über deren Schaffen.
Er war verheiratet mit der Künstlerin Anna von Reussner († 1984 in Hamburg) und hatte zwei Kinder. Ein Großteil seiner Werke ist 1943 beim Bombenangriff auf Hamburg in seinem Atelier verbrannt. Beck zog zunächst auf das Gut Daudieck auf Einladung des Obersten von Holleufer. Ab 1944 lebte er in Stade, zuletzt in einer Hochhauswohnung am Breite Blöcken Ring 3 im obersten Stock.

## Werk
- Landschaftsmalerin mit Motiven der Fischbeker Heide, Brackel und Uelzen sowie das Gebirge, die Nord- und Ostsee und aus Hamburg und Stade.
- Stillleben
- Porträts und figürliche Kompositionen einschließlich Akte
- Druckgrafik